# 1936 في ألمانيا
فيما يلي قوائم الأحداث التي وقعت خلال عام 1936 في ألمانيا.

## كتب
من الكتب التي صدرت هذه السنة في ألمانيا:
- 1 يناير – عناصر التصميم والإنشاء المعماري من تأليف إرنست نيوفيرت.

## مواليد

### يناير
- 1 يناير – أنجيلا شميد ممثلة ألمانية.
- 1 يناير – ديتر بلوم مصور ألماني.
- 14 يناير – راينر كليميك
- 20 يناير – كلاوس زينك لاعب كرة قدم ألماني.
- 30 يناير – هورست يانكوفسكي ملحن ألماني.

### فبراير
- 3 فبراير – مانفريد كليم دراج ألماني.
- 18 فبراير – رعد بن زيد

### مارس
- 11 مارس – هارالد تسور هاوزن
- 18 مارس – فرانز هيلينكامب كيميائي ألماني.
- 19 مارس – جوسيف ماير سياسي ألماني.
- 26 مارس – يورغن ماير سياسي ألماني.

### أبريل
- 7 أبريل – هاري إنجل ممثل ألماني.

### يوليو
- 14 يوليو – غونتر يانسين سياسي ألماني.
- 24 يوليو – هارتموت هوغ فيزيائي ألماني.

### سبتمبر
- 5 سبتمبر – إيدموند قروبر صحفي ألماني.
- 16 سبتمبر – كارين هوبنر ممثلة ألمانية.
- 30 سبتمبر – فريدريش هيرمان بوس فيزيائي ألماني.

### أكتوبر
- 10 أكتوبر – غيرهارد إرتل فيزيائي ألماني.
- 19 أكتوبر – فيرنر زيمر
- 26 أكتوبر – كريستيان هيرتسوغ معلمة ألمانية.

### نوفمبر
- 5 نوفمبر – أوفه زيلر لاعب كرة قدم ألماني.
- 16 نوفمبر – غودرون ريتر ممثلة ألمانية.
- 22 نوفمبر – هانز زندر

### ديسمبر
- 11 ديسمبر – إريك هاغن
- 17 ديسمبر – كلاوس كينكل

### يناير
- 1 يناير – كمفماير (مواليد 1864)

### أبريل
- 9 أبريل – فرديناند تونيز (مواليد 1855) عالم اجتماع ألماني.
- 17 أبريل – فرتز هومل (مواليد 1854)

### مايو
- 8 مايو – أوسفالد شبينغلر (مواليد 1880)

### يونيو
- 20 يونيو – لودفيج مانتسل (مواليد 1858) فنان ألماني.

### سبتمبر
- 13 سبتمبر – يوهانس فرانز هارتمان (مواليد 1865)

### أكتوبر
- 4 أكتوبر – إفرايم كارليباخ (مواليد 1879) حاخام ألماني.
- 15 أكتوبر – كارل فريدريش كوستنر (مواليد 1856) عالم فلك ألماني.

### نوفمبر
- 8 نوفمبر – كارل شيل (مواليد 1866) فيزيائي ألماني.

### ديسمبر
- 20 ديسمبر – إلسا أينشتاين (مواليد 1876) زوجة ألبرت أينشتاين.
- 20 ديسمبر – هنز اشتومه (مواليد 1864)